# 湖北省宜昌市中级人民法院
30°43′05″N 111°19′27″E / 30.71808°N 111.32427°E
湖北省宜昌市中级人民法院是中华人民共和国湖北省宜昌市的中级人民法院，依法独立行使审判权，对宜昌市人民代表大会及其常务委员会负责并报告工作。除管辖本市行政区域范围内基层人民法院外，还代管神农架林区人民法院。

## 历史沿革
1950年7月20日，撤销宜昌市人民政府司法科，成立宜昌市人民法院，在忠恕街（现中书街）挂牌办公，内设秘书室、审判室。1954年11月，宜昌市由省辖市改为地辖市，法院改归宜昌地区中级人民法院领导。1966年文化大革命开始后，法院工作陷入瘫痪。1968年1月，成立中国人民解放军宜昌市公安机关军事管制小组，下设办案组，办理刑事和民事案件。1972年11月，撤销军管小组，恢复宜昌市人民法院，内设民事审判庭、刑事审判庭和秘书科。1979年6月，宜昌市改为省直辖市，宜昌市人民法院随之改为湖北省宜昌市中级人民法院。
1992年，宜昌地市合并，实行市领导县的体制。1992年4月，宜昌市中级人民法院与宜昌地区中级人民法院合并，成立新的宜昌市中级人民法院。2001年5月，法院整体迁入宜昌高新技术产业开发区。

## 机构设置
- 办公室
- 政治部
  - 组织人事科
  - 宣传教育科（机关党委）
- 立案第一庭
- 立案第二庭
- 刑事审判第一庭
- 刑事审判第二庭
- 未成年人综合审判庭
- 民事审判第一庭
- 民事审判第二庭
- 民事审判第三庭
- 环境资源审判庭
- 行政审判庭
- 审判监督庭
- 国家赔偿委员会办公室
- 执行局
  - 执行一庭
  - 执行二庭
  - 执行指挥中心
- 研究室
- 审判管理办公室
- 监察室
- 司法警察支队
- 司法鉴定处
- 司法行政处
- 信息技术处
- 宣传处
- 离退休干部科
- 诉讼事务服务中心

## 历任领导
| 院长 - 胡兴儒 - 裴缜（2009年2月－2014年7月） - 张忠斌（2015年1月－2018年8月） - 雷涌泉（2019年1月－） 副院长 - 张玲（2009年9月－2018年8月） | 党组书记 |